# Nāḩiyat al Khushnīyah
Nāḩiyat al Khushnīyah (arabiska: ناحية الخشنية) är ett subdistrikt i Syrien.   Det ligger i provinsen al-Qunaytirah, i den sydvästra delen av landet, 70 km sydväst om huvudstaden Damaskus.
Trakten runt Nāḩiyat al Khushnīyah består till största delen av jordbruksmark. Runt Nāḩiyat al Khushnīyah är det tätbefolkat, med 982 invånare per kvadratkilometer.